# لانيو (أين)
لانيو (بالفرنسية: Lagnieu)‏ هي بلدية فرنسية تقع في إقليم الأين في فرنسا. رمز إنسي لها هو:1202. أما الرمز البريدي لها فهو: 1150.

## معرض صور

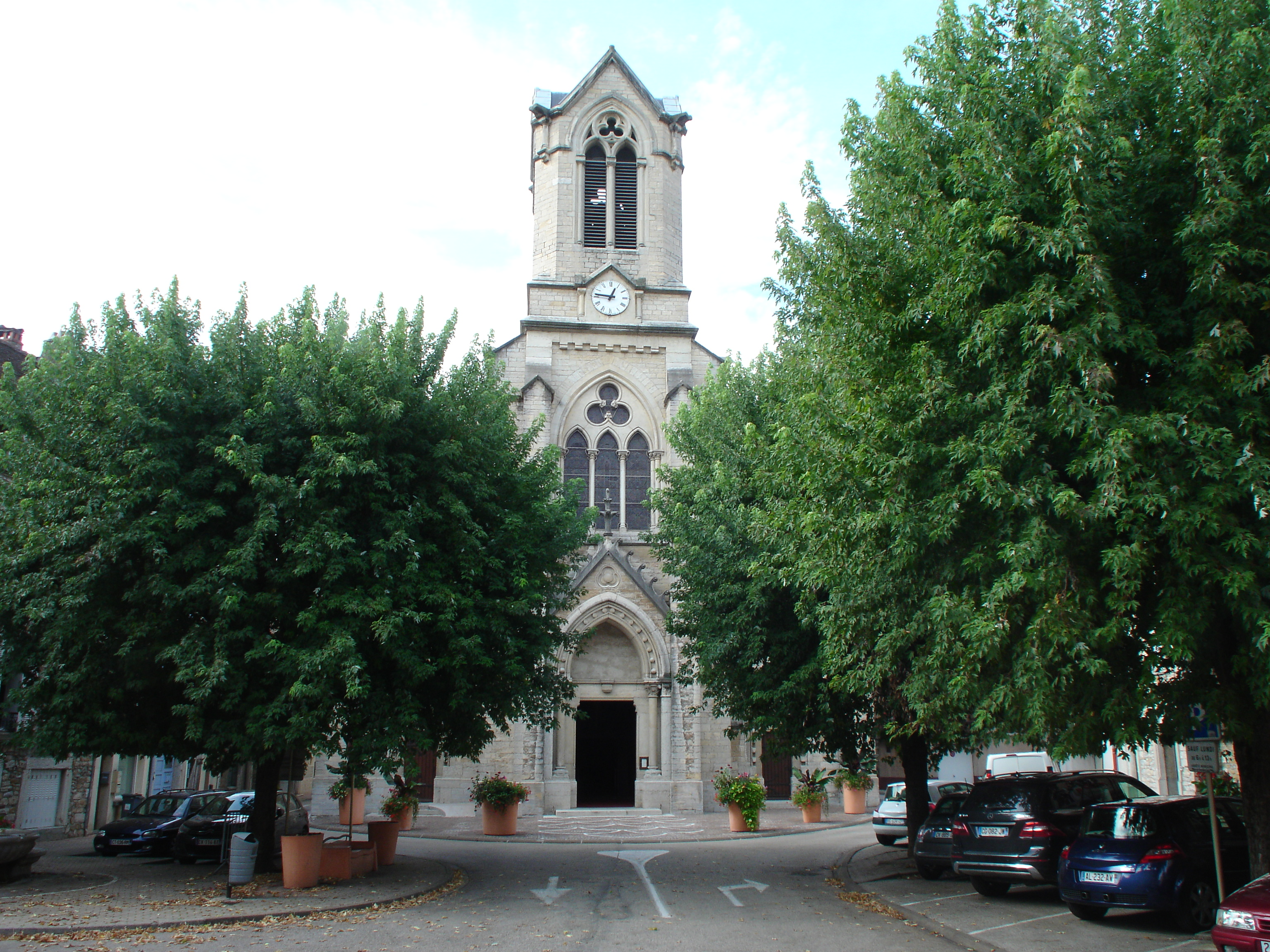
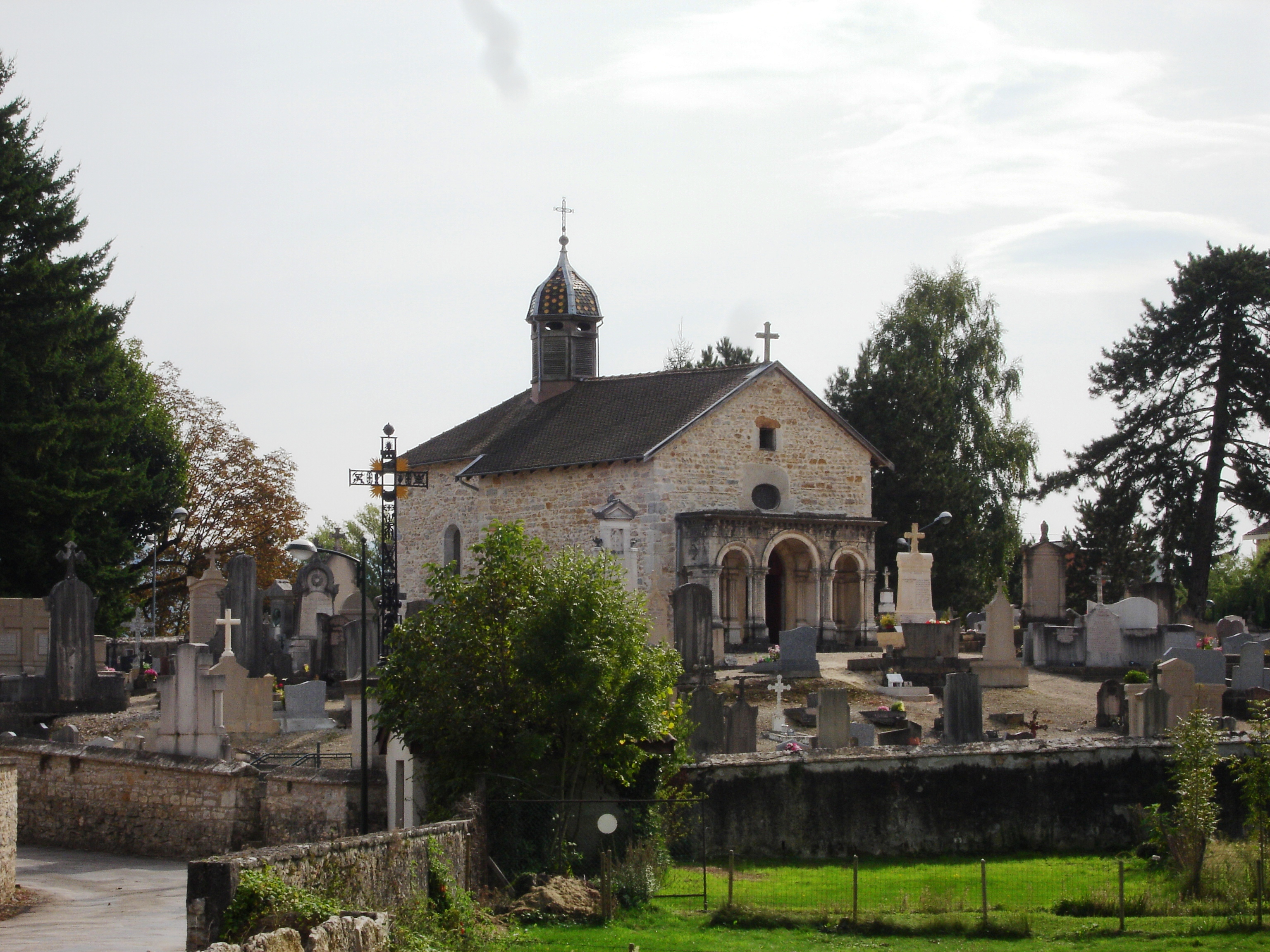
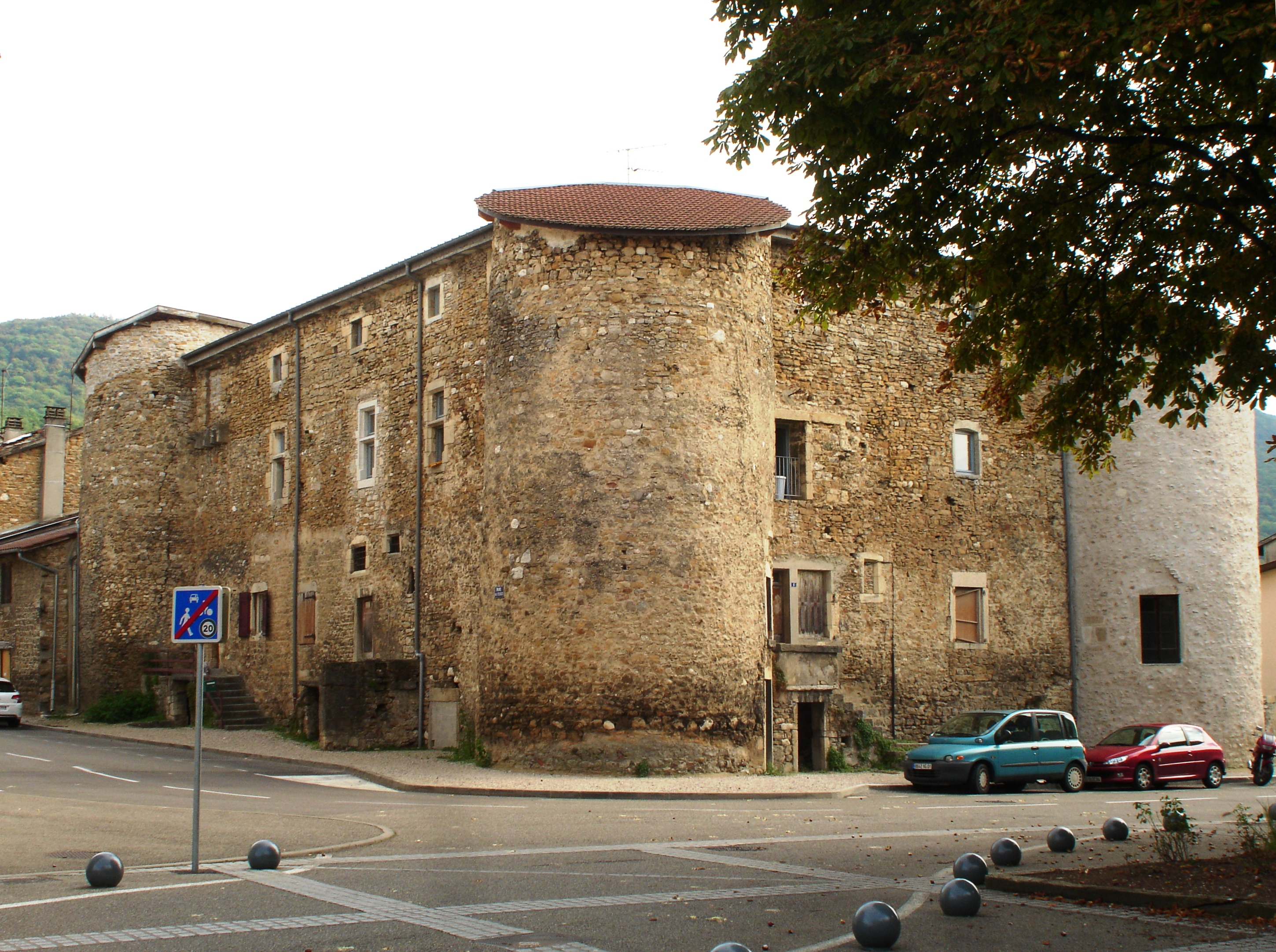